# دانبرووا بیاووگارزکا
دانبرووا بیاووگارزکا (به لهستانی:  Dąbrowa Białogardzka) یک روستا در لهستان است که در گمینا رانبینو واقع شده‌است.